# Cubul (film)
Cube (în română Cubul) este un film psihologic thriller/horror/science fiction psihologic canadian din 1997, regizat de Vincenzo Natali. Acesta a fost un produs de mare succes a Centrului Canadian de Filme. În ciuda bugetului său limitat, filmul a înregistrat succes comercial moderat și a dobândit statutul de cult.

## Sinopsis
Șase oameni care nu s-au mai văzut niciodată, provenind din medii diferite, ajung captivi într-o închisoare cubică, plină de un număr nesfârșit de camere, de asemenea cubice, ce comunică între ele, dar care sunt înțesate cu capcane mortale.
Nimeni dintre cei șase - un polițist, un hoț, un student la matematică, un psiholog, un arhitect și un adult autist - nu știe de ce, și nici măcar cum, au ajuns prizonieri în închisoare. Pe parcursul filmului, aceștia înțeleg însă repede că, deși par aleși la întâmplare, fiecare este posesorul unui talent necesar supraviețurii.
O mulțime de întrebări fără răspuns, conflictele inerente între personalități și lupta pentru șefie contribuie la creșterea tensiunii în grupul de oameni. Un singur lucru este însă evident: dacă nu vor învăța să coopereze, nici unul dintre cei șase nu va mai trăi prea mult. Pentru a reuși să descopere misterul labirintului, ei pun în aplicare un complicat calcul matematic. Pericolul însă îi pândește la orice pas: fiecare cub are un secret mortal.

## Distribuție
- Maurice Dean Wint ca Quentin McNeil; ofițer de politie
- Nicole de Boer ca Joan Leaven, tânără studentă  cu abilități matematice
- Nicky Guadagni ca Dr. Helen Holloway, medic și paranoic al teoriei conspirației
- David Hewlett ca David Worth, un cinic  rebel care a proiectat fără să vrea învelișul exterior al Cubului
- Andrew Miller - Kazan, un autist om cu abilitatea de a efectua rapid și cu precizie calcule cu numere
- Wayne Robson ca Rennes, a evadat din șapte închisori
- Julian Richings ca Alderson, un deținut și un personaj necunoscut. Sa trezit într -o altă cameră și niciodată nu sa întâlnit cu restul grupului.

Numele fiecărui personaj este legat de o închisoare din lumea reală:
| Nume               | Ocupație            | Gen    | Închisoare                              | Actor             |
| ------------------ | ------------------- | ------ | --------------------------------------- | ----------------- |
| Kazan              | Autistic savant     | Bărbat | Kazan Prison (Russia)                   | Andrew Miller     |
| David Worth        | Arhitect            | Bărbat | Leavenworth Prison (U.S.A.)             | David Hewlett     |
| Quentin            | Police officer      | Bărbat | San Quentin State Prison (U.S.A.)       | Maurice Dean Wint |
| Joan Leaven        | Mathematics student | Female | Leavenworth Prison (U.S.A.)             | Nicole de Boer    |
| Dr. Helen Holloway | Free clinic doctor  | Femeie | Holloway Women's Prison (U.K.)          | Nicky Guadagni    |
| Rennes             | Prison escapist     | Bărbat | Centre pénitentiaire de Rennes (France) | Wayne Robson      |
| Alderson           | Necunoscut          | Bărbat | Alderson Federal Prison Camp (U.S.A.)   | Julian Richings   |

## Refacere
Conform The Hollywood Reporter, Lionsgate Films plănuiește să refacă  filmul sub titlul Cubed după un scenariu de Jon Spaihts.

## Lucrări similare
- The Cell (2000)
- Puzzle mortal (2004)
- Breathing Room (2007)
- House of 9  (2005)
- The Maze Runner (2014)

## Legături externe
- Cubul la Internet Movie Database
- Cube la Rotten Tomatoes